# (15346) Boniface
(15346) Boniface, désignation internationale (15346) Bonifatius, est un astéroïde de la ceinture principale.

## Description
(15346) Boniface est un astéroïde de la ceinture principale. Il fut découvert par Freimut Börngen le 2 septembre 1994 à Tautenburg. Il présente une orbite caractérisée par un demi-grand axe de 2,27 UA, une excentricité de 0,139 et une inclinaison de 5,56° par rapport à l'écliptique.
Il fut nommé en hommage au moine bénédictin anglo-saxon Boniface de Mayence (674-754, né sous le nom de Winfrid), envoyé comme missionnaire chez les Teutons. Il a christianisé plusieurs peuples saxons et germaniques.

## Compléments